# Ján Baláž
Ján Baláž (ur. 24 sierpnia 1951 w Nitrze) – słowacki muzyk rockowy, gitarzysta, piosenkarz i kompozytor; jeden z założycieli grupy Modus; od 1981 r. należy do podstawowego składu zespołu Elán.